# كرايغ أندرسون (لاعب كرة قاعدة)
كرايغ أندرسون (بالإنجليزية: Craig Anderson)‏ هو لاعب كرة قاعدة أمريكي، ولد في 1 يوليو 1938 في واشنطن العاصمة في الولايات المتحدة.

## وصلات خارجية
- كرايغ أندرسون على موقع دوري كرة القاعدة الرئيسي (الإنجليزية)
- كرايغ أندرسون على موقعبيزبول رفرنس.كوم (الدوري الرئيسي) (الإنجليزية)
- كرايغ أندرسون على موقعبيزبول رفرنس.كوم (الدوري الثانوي) (الإنجليزية)
- كرايغ أندرسون على موقع إي إس بي إن.كوم (أم.أل.بي) (الإنجليزية)
- كرايغ أندرسون على موقع مشجعي الرسوم البيانية (الإنجليزية)